# 克里斯蒂安·布卢门菲尔特
克里斯蒂安·布卢门菲尔特（挪威語：Kristian Blummenfelt，1994年2月14日—），挪威男子铁人三项运动员，2015年欧洲铁人三项锦标赛男子个人铜牌得主、2020年夏季奥林匹克运动会男子个人金牌得主、2024年欧洲铁人三项锦标赛男子个人金牌得主。